# Metaleptyphantes kraepelini
Metaleptyphantes kraepelini är en spindelart som först beskrevs av Simon 1905.  Metaleptyphantes kraepelini ingår i släktet Metaleptyphantes och familjen täckvävarspindlar. Inga underarter finns listade i Catalogue of Life.